# Обертілліях
Обертілліях (нім. Obertilliach) — містечко й громада округу Лієнц в землі Тіроль, Австрія.
Обертілліях лежить на висоті  1450 над рівнем моря і займає площу  65,13 км². Громада налічує 712 мешканців. 
Густота населення 11/км².  
Обертілліях лежить у долині між Карнійськими Альпами й Доломітами. 
Округ Лієнц, до якого належить Обертілліях, називається також Східним Тіролем. Від основної частини землі, 
Західного Тіролю, його відділяє смуга Південного Тіролю, що належить Італії. 
Обертілліях відомий біатлонним стадіоном, на якому проводяться міжнародні змагання. 
|                                      |
| Обертілліях на мапі округу та землі. |

 Адреса управління громади: Dorf 4, 9942 Obertilliach.

## Відомі люди
- Уле-Ейнар Б'єрндален — норвезький біатлоніст.

## Виноски
1. ↑  Dauersiedlungsraum der Gemeinden Politischen Bezirke und Bundesländer - Gebietsstand 1.1.2018 — Статистичне управління Австрії.
2. ↑  Einwohnerzahl 1.1.2018 nach Gemeinden mit Status, Gebietsstand 1.1.2018 — Статистичне управління Австрії.
3. ↑   www.obertilliach.gv.at